# تاكومي آبي
تاكومي آبي مواليد 26 مايو 1991 في طوكيو، هو لاعب كرة قدم ياباني يلعب لنادي أفيسبا فوكوكا كمدافع.

## المسيرة الاحترافية

### أندية لعب لها
- نادي طوكيو لكرة القدم

## روابط خارجية
- تاكومي آبي على موقع رابطة كرة القدم اليابانية للمحترفين (اليابانية)
- تاكومي آبي على موقع قاعدة بيانات كرة القدم.إي يو (الإنجليزية)
- تاكومي آبي على موقع Soccerway.com (الإنجليزية)
- تاكومي آبي على موقع عالم كرة القدم.نت (الإنجليزية)